# Мотив (література)
Мотив — стійкий формально-змістовий компонент художнього твору чи критичної або літературознавчої праці, усвідомлена причина творчості або аналізу, зумовлена художніми та науковими потребами, відповідними інтелектуальними діями.

## Приклади мотивів
- Шляхетний дикун
- Шляхетний розбійник
- Діва у біді
- Діва-воїтелька
- Допельгангер
- Побиття немовлят (мотив)
- Прекрасний принц
- Філософський камінь